# Ciencia del derecho
La ciencia del derecho o jurisprudencia es la disciplina humanística que tiene por objeto el estudio, la interpretación, integración y sistematización de un ordenamiento jurídico para su justa aplicación. Los estudios de la jurisprudencia buscan explicar la naturaleza del derecho en su forma más general y proporcionar una comprensión más profunda del razonamiento jurídico y la analogía, los sistemas jurídicos, las instituciones jurídicas y la aplicación y el papel adecuados del derecho en la sociedad.
La jurisprudencia moderna comenzó en el siglo XVIII y se centró en los primeros principios del derecho natural, el derecho civil y el derecho de gentes. La jurisprudencia general se puede dividir en categorías tanto por el tipo de pregunta que los académicos buscan responder como por las teorías de la jurisprudencia, o escuelas de pensamiento, con respecto a cómo se responden mejor esas preguntas. La filosofía contemporánea del derecho, que se ocupa de la jurisprudencia general, aborda problemas internos del derecho y los sistemas legales y problemas del derecho como institución social que se relaciona con el contexto político y social más amplio en el que existe.
Este artículo aborda tres ramas distintas del pensamiento en la jurisprudencia general. La ley natural antigua es la idea de que existen límites objetivos racionales al poder de los gobernantes legislativos. Los fundamentos del derecho son accesibles a través de la razón, y es de estas leyes de la naturaleza que las leyes humanas obtienen toda la fuerza que tienen. La jurisprudencia analítica ( jurisprudencia aclaratoria) rechaza la fusión del derecho natural de lo que es el derecho y lo que debería ser. Adopta el uso de un punto de vista neutral y un lenguaje descriptivo cuando se refiere a aspectos de los sistemas legales. Abarca teorías de la jurisprudencia como el "positivismo jurídico", que sostiene que no existe una conexión necesaria entre la ley y la moral y que la fuerza de la ley proviene de hechos sociales básicos; y "realismo legal", que sostiene que la práctica del derecho en el mundo real determina qué es el derecho, teniendo el derecho la fuerza que tiene debido a lo que legisladores, abogados y jueces hacen con él. Jurisprudencia normativa se ocupa de las teorías "evaluativas" del derecho. Se trata de cuál es el objetivo o propósito de la ley, o qué teorías morales o políticas proporcionan una base para la ley. No solo aborda la pregunta "¿Qué es la ley?", sino que también trata de determinar cuál debería ser la función adecuada de la ley, o qué tipo de actos deberían estar sujetos a sanciones legales y qué tipos de castigo deberían permitirse.

## Denominaciones
Las expresiones más utilizadas para hacer referencia a esta disciplina son las anteriormente mencionadas (ciencia del derecho o ciencia jurídica); pero también suele asignársele las siguientes denominaciones: 
- Ciencia dogmática del derecho
- Filosofía del derecho
- Teoría del derecho
- Jurisprudencia
- Sistemática jurídica
- Derecho científico

## Historia
La jurisprudencia india antigua se menciona en varios textos de Dharmaśāstra, comenzando con el Dharmasutra de Bhodhayana.
En la antigua China, los daoístas, confucianos y legalistas tenían teorías de jurisprudencia en competencia.
Jurisprudencia en la Antigua Roma tuvo su origen con los ( periti ) - expertos en el jus mos maiorum (ley tradicional), un cuerpo de leyes orales y costumbres.
Los pretores establecieron un cuerpo de leyes en funcionamiento al juzgar si los casos singulares podían o no ser procesados por la edicta, la pronunciación anual de delitos procesables, o en situaciones extraordinarias, adiciones hechas a la edicta. Un iudex prescribirá entonces un remedio de acuerdo con los hechos del caso.
Se suponía que las frases de la iudex eran simples interpretaciones de las costumbres tradicionales, pero aparte de considerar las costumbres tradicionales que se aplicaban en cada caso, pronto desarrollaron una interpretación más equitativa, adaptando coherentemente la ley a las nuevas exigencias sociales. Luego, la ley se ajustó con instituciones (conceptos legales) en evolución, mientras se mantuvo en el modo tradicional. Los pretores fueron reemplazados en el siglo III a. C. por un cuerpo laico de prudentes. La admisión a este organismo estaba condicionada a la prueba de competencia o experiencia.
Bajo el Imperio Romano, se crearon escuelas de derecho y la práctica del derecho se volvió más académica. Desde los inicios del Imperio Romano hasta el siglo III, grupos de estudiosos, incluidos los proculianos y sabinos, produjeron un corpus de literatura relevante. La naturaleza científica de los estudios no tenía precedentes en la antigüedad.
Después del siglo III, la juris prudentia se convirtió en una actividad más burocrática, con pocos autores notables. Fue durante el Imperio Romano de Oriente (siglo V) que fueron una vez más llevaron a cabo estudios jurídicos en profundidad, y es a partir de este movimiento cultural que nació el Corpus Juris Civilis de Justiniano.

## Derecho natural
En su sentido general, la teoría de la ley natural se puede comparar tanto con la ley del estado de la naturaleza como con la ley general entendida sobre la base de ser análoga a las leyes de la ciencia física. La ley natural a menudo se contrasta con la ley positiva que afirma la ley como el producto de la actividad humana y la voluntad humana.
Otro enfoque de la jurisprudencia del derecho natural generalmente afirma que el derecho humano debe responder a razones imperiosas para la acción. Hay dos lecturas de la postura jurisprudencial de derecho natural.
La tesis de la ley natural fuerte sostiene que si una ley humana no responde a razones imperiosas, entonces no es propiamente una «ley» en absoluto. Esto se refleja , imperfectamente, en la famosa máxima: lex iniusta non est lex (una ley injusta no es ley en absoluto).
La tesis de la ley natural débil sostiene que si una ley humana no responde a razones apremiantes, entonces todavía se puede llamar una «ley», pero debe reconocerse como una ley defectuosa.
Las nociones de un orden moral objetivo, externo a los sistemas jurídicos humanos, subyacen al derecho natural. Lo que está bien o mal puede variar según los intereses en los que uno se concentre. John Finnis , uno de los más importantes juristas naturales modernos, ha argumentado que la máxima "una ley injusta no es ley en absoluto" es una mala guía para la posición tomista clásica .
Fuertemente relacionadas con las teorías del derecho natural están las teorías clásicas de la justicia , comenzando en Occidente con la República de Platón.

### Aristóteles

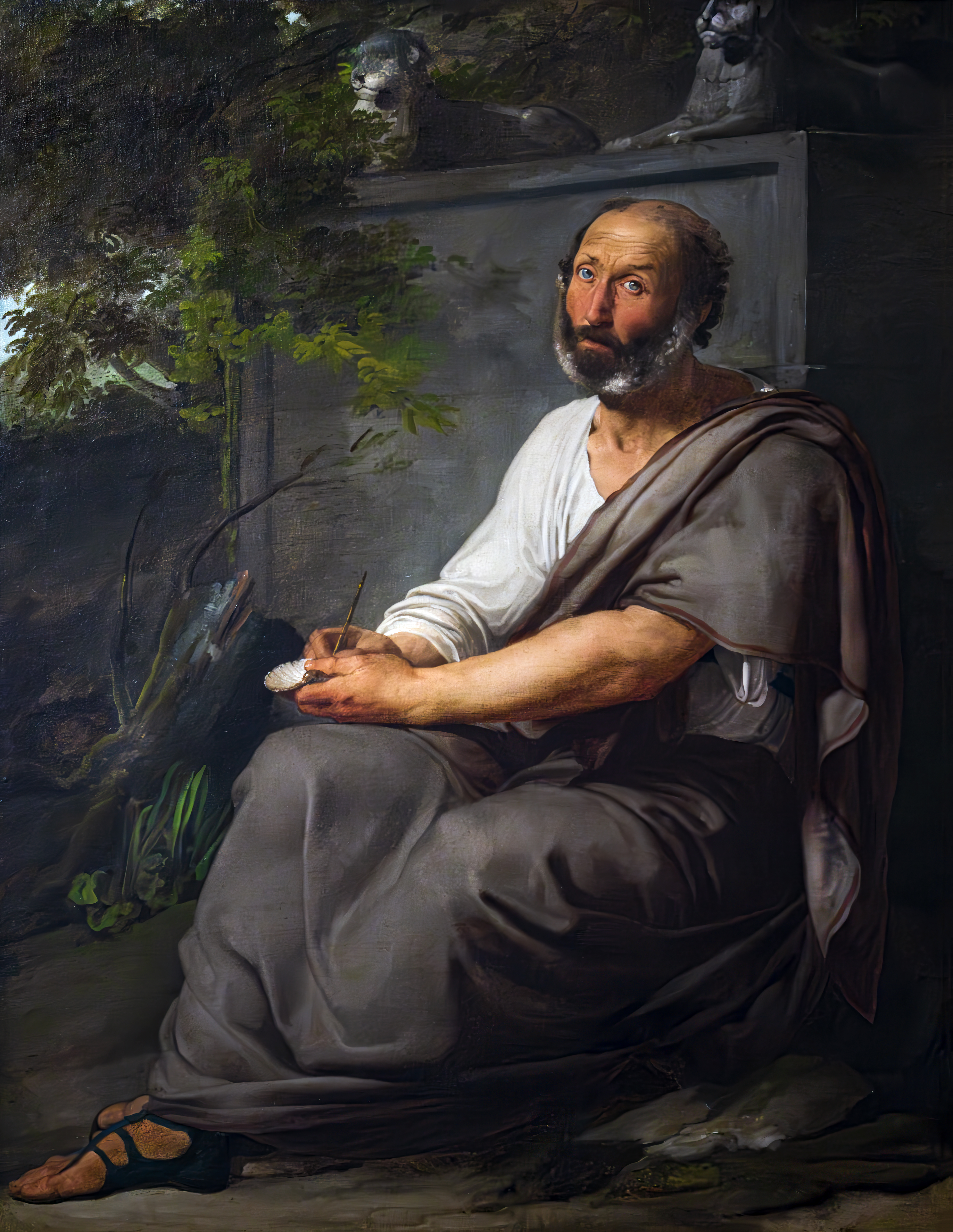
Aristóteles, de Francesco Hayez

A menudo se dice que Aristóteles es el padre de la ley natural. Como sus antepasados filosóficos Sócrates y Platón, Aristóteles postuló la existencia de la justicia natural o derecho natural ( dikaion physikon, δικαίον φυσικόν , latín ius naturale ). Su asociación con la ley natural se debe en gran parte a cómo fue interpretado por Tomás de Aquino. Esto se basó en la combinación de Aquino de la ley natural y el derecho natural, el último de los cuales Aristóteles postula en el Libro V de la Ética a Nicómaco (Libro IV de la Ética Eudemia). La influencia de Aquino fue tal que afectó varias traducciones tempranas de estos pasajes, aunque las traducciones más recientes los traducen de manera más literal.
La teoría de la justicia de Aristóteles está ligada a su idea de la media áurea. De hecho, su tratamiento de lo que él llama "justicia política" deriva de su discusión de "lo justo" como una virtud moral derivada como el medio entre los vicios opuestos, al igual que cualquier otra virtud que describe. Su discusión más larga sobre su teoría de la justicia ocurre en Ética a Nicómaco y comienza preguntando qué tipo de significado es un acto justo. Sostiene que el término "justicia" en realidad se refiere a dos ideas diferentes pero relacionadas: justicia general y justicia particular. Cuando las acciones de una persona hacia otras son completamente virtuosas en todos los asuntos, Aristóteles las llama "justas" en el sentido de "justicia general"; como tal, esta idea de justicia es más o menos coextensiva con la virtud. "Justicia particular" o "justicia parcial", por el contrario, es la parte de la "justicia general" o la virtud individual que se ocupa de tratar a los demás de manera equitativa.
Aristóteles pasa de esta discusión incondicional de la justicia a una visión calificada de la justicia política, con lo que se refiere a algo cercano al tema de la jurisprudencia moderna. De la justicia política, Aristóteles sostiene que en parte se deriva de la naturaleza y en parte es una cuestión de convención. Esto puede tomarse como una afirmación similar a las opiniones de los teóricos del derecho natural moderno. Pero también debe recordarse que Aristóteles está describiendo una visión de la moralidad, no un sistema de derecho, y por lo tanto, sus comentarios sobre la naturaleza se refieren al fundamento de la moralidad promulgada como ley, no a las leyes mismas.
La mejor evidencia de que Aristóteles pensó que había una ley natural proviene de la Retórica , donde Aristóteles señala que, además de las leyes "particulares" que cada pueblo se ha establecido para sí mismo, hay una ley "común" que está de acuerdo con la naturaleza. El contexto de esta observación, sin embargo, sugiere solo que Aristóteles pensó que podría ser retóricamente ventajoso apelar a tal ley, especialmente cuando la ley "particular" de la propia ciudad era adversa al caso, no que en realidad existía tal ley. [21] Aristóteles, además, consideró que ciertos candidatos a una ley natural universalmente válida estaban equivocados. [22] Aristóteles ' En consecuencia, se cuestiona la paternidad teórica de la tradición del derecho natural. [23]

### Tomás de Aquino
Tomás de Aquino fue el jurista medieval occidental más influyente. Tomás de Aquino es el principal proponente clásico de la teología natural y el padre de la escuela de filosofía tomista, durante mucho tiempo el enfoque filosófico principal de la Iglesia católica. La obra por la que es más conocido es la Summa Theologiae . Uno de los treinta y cinco Doctores de la Iglesia , es considerado por muchos católicos como el más grande teólogo de la Iglesia. En consecuencia, muchas instituciones de aprendizaje llevan su nombre.
Santo Tomás de Aquino distinguió cuatro clases de leyes: eterna, natural, divina y humana:
- La ley eterna se refiere a la razón divina, conocida solo por Dios. Es el plan de Dios para el universo. El hombre necesita este plan, porque sin él carecería totalmente de dirección.
- La ley natural es la "participación" en la ley eterna de las criaturas humanas racionales, y es descubierta por la razón.
- La ley divina se revela en las escrituras y es la ley positiva de Dios para la humanidad.
- La ley humana se sustenta en la razón y se promulga para el bien común.[19]

La ley natural se basa en "primeros principios":

...este es el primer precepto de la ley, que se debe hacer y promover el bien y evitar el mal. Todos los demás preceptos de la ley natural se basan en esto...

Tomás de Aquino cuenta los deseos de vivir y procrear entre los valores humanos básicos (naturales) en los que se basan todos los demás valores humanos.

### Escuela de Salamanca
Francisco de Vitoria fue quizás el primero en desarrollar una teoría del ius gentium (los derechos de los pueblos) y, por lo tanto, es una figura importante en la transición a la modernidad. Extrapoló sus ideas sobre el poder soberano legítimo a los asuntos internacionales, concluyendo que tales asuntos deben ser determinados por formas que respeten los derechos de todos y que el bien común del mundo debe prevalecer sobre el bien de cualquier estado. Esto significaba que las relaciones entre Estados debían pasar de estar justificadas por la fuerza a estar justificadas por la ley y la justicia. Algunos académicos han alterado el relato estándar de los orígenes del derecho internacional, que enfatiza el texto fundamental De iure belli ac pacis de Hugo Grocio, y defendió a Vitoria y, posteriormente, a la importancia de Suárez como precursores y, potencialmente, fundadores del campo. Otros, como Koskenniemi, han argumentado que no se puede entender que ninguno de estos pensadores humanistas y escolásticos haya fundado el derecho internacional en el sentido moderno, sino que sitúa sus orígenes en el período posterior a 1870.
Francisco Suárez considerado uno de los más grandes escolásticos después de Santo Tomás de Aquino, subdivide el concepto de ius gentium. Trabajando con categorías ya bien formadas, distinguió cuidadosamente ius inter gentes de ius intra gentes. El ius inter gentes (que corresponde al derecho internacional moderno) era algo común a la mayoría de los países, aunque, al ser derecho positivo, no derecho natural, no era necesariamente universal. Por otro lado, el ius intra gentes, o derecho civil, es específico de cada nación.

### Lon Fuller
Al escribir después de la Segunda Guerra Mundial, Lon L. Fuller defendió una forma secular y procesal de derecho natural. Hizo hincapié en que la ley (natural) debe cumplir con ciertos requisitos formales (como ser imparcial y conocer públicamente). En la medida en que un sistema institucional de control social no cumpla con estos requisitos, argumentó Fuller, estaremos menos inclinados a reconocerlo como un sistema de derecho, o a respetarlo. Por lo tanto, la ley debe tener una moral que vaya más allá de las reglas sociales bajo las cuales se hacen las leyes.

### John Finnis
Las teorías sofisticadas del derecho natural y el positivista a veces se parecen entre sí y pueden tener ciertos puntos en común. Identificar a un teórico particular como un positivista o un teórico de la ley natural a veces involucra cuestiones de énfasis y grado, y las influencias particulares en el trabajo del teórico. Los teóricos del derecho natural del pasado distante, como Tomás de Aquino y John Locke, no hicieron distinción entre jurisprudencia analítica y normativa, mientras que los teóricos del derecho natural moderno, como John Finnis, que afirman ser positivistas, todavía sostienen que el derecho es moral por naturaleza. En su libro Natural Law and Natural Rights (1980, 2011), John Finnis ofrece una reafirmación de la doctrina del derecho natural.

## Jurisprudencia analítica
La jurisprudencia analítica o  "aclaratoria" significa adoptar un punto de vista neutral y utilizar un lenguaje descriptivo al referirse a varios aspectos de los sistemas jurídicos. Este fue un desarrollo filosófico que rechazó la fusión de la ley natural de lo que es la ley y lo que debería ser. [4] David Hume argumentó, en el Tratado de la naturaleza humana , [29] que la gente siempre se deslizan desde la descripción de lo que el mundo está a afirmar que por lo tanto debe seguir un curso de acción particular. Pero como una cuestión de lógica pura, no se puede concluir que debamos hacer algo simplemente porque algo es el caso. Entonces, analizar y aclarar la forma en que el mundo está debe tratarse como una cuestión estrictamente separada de las cuestiones normativas y evaluativas sobre lo que debería hacerse.
Las preguntas más importantes de la jurisprudencia analítica son: "¿Qué son las leyes?"; "¿Qué es la ley?"; "¿Cuál es la relación entre derecho y poder / sociología?"; y "¿Cuál es la relación entre la ley y la moral?" El positivismo jurídico es la teoría dominante, aunque hay un número creciente de críticos que ofrecen sus propias interpretaciones.

### Escuela histórica
La jurisprudencia histórica saltó a la fama durante el debate sobre la codificación propuesta del derecho alemán. En su libro "Sobre la vocación de nuestra era por la legislación y la jurisprudencia", Friedrich Carl von Savigny argumentó que Alemania no tenía un lenguaje legal que apoyara la codificación porque las tradiciones, costumbres y creencias del pueblo alemán no incluían una creencia en un código. Los historicistas creen que la ley se origina en la sociedad.

### Jurisprudencia sociológica
Un esfuerzo por informar sistemáticamente la jurisprudencia a partir de conocimientos sociológicos se desarrolló a principios del siglo XX, cuando la sociología comenzó a establecerse como una ciencia social distinta, especialmente en los Estados Unidos y en la Europa continental. En Alemania, Austria y Francia, el trabajo de los teóricos del "derecho libre" (por ejemplo, Ernst Fuchs, Hermann Kantorowicz, Eugen Ehrlich y Francois Geny) alentó el uso de conocimientos sociológicos en el desarrollo de la teoría jurídica y jurídica. La defensa de una "jurisprudencia sociológica" más influyente a nivel internacional se produjo en los Estados Unidos, donde, durante la primera mitad del siglo XX, Roscoe Pound, durante muchos años decano de la Facultad de Derecho de Harvard, utilizó este término para caracterizar su filosofía jurídica. En los Estados Unidos, muchos escritores posteriores siguieron el ejemplo de Pound o desarrollaron enfoques distintivos de la jurisprudencia sociológica. En Australia, Julius Stone defendió y desarrolló firmemente las ideas de Pound. En la década de 1930, surgió una división significativa entre los juristas sociológicos y los realistas legales estadounidenses. En la segunda mitad del siglo XX, la jurisprudencia sociológica como un movimiento diferenciado declinó a medida que la jurisprudencia cayó con más fuerza bajo la influencia de la filosofía jurídica analítica; pero con la creciente crítica de las orientaciones dominantes de la filosofía jurídica en los países de habla inglesa en el presente siglo, ha despertado un renovado interés. Cada vez más, su enfoque contemporáneo es proporcionar recursos teóricos a los juristas para ayudarlos a comprender nuevos tipos de regulación (por ejemplo, los diversos tipos de derecho transnacional en desarrollo) y las interrelaciones cada vez más importantes del derecho y la cultura, especialmente en sociedades occidentales multiculturales.

### Positivismo jurídico
El positivismo jurídico es la opinión de que el contenido del derecho depende de los hechos sociales y que la existencia de un sistema jurídico no está limitada por la moral. Dentro del positivismo legal, los teóricos están de acuerdo en que el contenido de la ley es un producto de hechos sociales, pero los teóricos no están de acuerdo en si la validez de la ley puede explicarse incorporando valores morales. Los positivistas legales que argumentan en contra de la incorporación de valores morales para explicar la validez de la ley son etiquetados como positivistas legales exclusivos (o estrictos). El positivismo jurídico de Joseph Raz es un ejemplo de positivismo jurídico exclusivo. Los positivistas legales que sostienen que la validez de la ley puede explicarse incorporando valores morales son etiquetados como positivistas legales inclusivos (o blandos). Las teorías jurídicas positivistas de H.L.A. y Jules Coleman son ejemplos de positivismo jurídico inclusivo.

## Perspectiva multiparadigmática en la ciencia del derecho[29]
En el análisis contemporáneo de la ciencia del derecho, se ha propuesto una visión multiparadigmática que reconoce la coexistencia de diversas corrientes dentro del estudio jurídico. Esta perspectiva parte de una reinterpretación del marco teórico desarrollado por Thomas S. Kuhn en su obra La estructura de las revoluciones científicas (1962), aplicada a las ciencias sociales. Nicolás Salvi, en su libro La condición multiparadigmática del derecho (2024), desarrolla esta propuesta y argumenta que la disciplina jurídica puede ser entendida como una ciencia madura y legítima gracias a la convivencia de múltiples paradigmas que coexisten en el campo jurídico.
El concepto de multiparadigmatismo, adaptado al derecho, permite superar el debate tradicional que contrasta la visión positivista y la crítica de la disciplina. En lugar de considerar la diversidad de enfoques como un obstáculo, esta perspectiva resalta la riqueza metodológica y epistemológica que emerge de la pluralidad de paradigmas en el estudio del derecho. Según Salvi, esta pluralidad no solo refleja la complejidad inherente al fenómeno jurídico, sino que también ofrece herramientas más completas para analizar y abordar los desafíos legales contemporáneos.
Salvi identifica tres matrices disciplinarias principales que estructuran la ciencia jurídica:
- Analítico-dogmática: este paradigma se enfoca en la interpretación sistemática del ordenamiento jurídico vigente. Su objetivo principal es garantizar la coherencia interna del sistema normativo, ofreciendo soluciones lógicas y fundamentadas dentro del marco de las normas positivas. Es el enfoque predominante en la tradición jurídica continental europea.
- Analítico-realista: este paradigma estudia el derecho tal como se aplica en la práctica, considerando factores externos que influyen en su efectividad, como los sociales, económicos y políticos. Este enfoque busca conectar el Derecho con la realidad, proporcionando un análisis crítico que contraste con la rigidez normativa de la dogmática.
- Interpretativista: este paradigma pone el énfasis en la interpretación y argumentación jurídica, reconociendo que el significado del derecho no es fijo, sino que se construye dinámicamente a través de la interacción de juristas, jueces y otros actores jurídicos. Este enfoque es común en las tradiciones anglosajonas, donde el precedente y la argumentación tienen un rol central.

Según esta perspectiva, la coexistencia de estas tres matrices no es un signo de fragmentación, sino una manifestación de la robustez y adaptabilidad de la ciencia del derecho. La diversidad interna permite una comprensión más amplia y matizada del fenómeno jurídico, adaptándose a los desafíos sociales, políticos y culturales de las sociedades contemporáneas.
Además, Salvi argumenta que este enfoque multiparadigmático no solo tiene implicancias teóricas, sino también prácticas. Al incorporar múltiples perspectivas, cada operador jurídico puede optar por diversas estrategias para desarrollar su tarea según la matriz que aplique. De igual forma, la matriz que aplique puede ser señal del marco ético-político al cual adhiere.
Finalmente, Salvi concluye que este modelo multiparadigmático ofrece un marco epistemológico que no solo enriquece el análisis del derecho, sino que también lo legitima como una ciencia madura. Sin embargo, subraya que este enfoque requiere una mayor apertura académica y un compromiso continuo con la investigación interdisciplinaria para profundizar en su aplicación y desarrollo futuro.